# Stelios Manolas
Stelios Manolas (gr. Στέλιος Μανωλάς, ur. 13 lipca 1961 w Atenach) – grecki piłkarz grający na pozycji środkowego obrońcy.

## Kariera klubowa
Manolas urodził się w Atenach, a karierę piłkarską rozpoczął w tamtejszym klubie AEK Ateny. W sezonie 1979/1980 zadebiutował w drużynie seniorów i w greckiej pierwszej lidze rozegrał 3 spotkania. Od następnego sezonu, w którym wywalczył z AEK-iem wicemistrzostwo kraju, był podstawowym zawodnikiem zespołu. Kolejny sukces w karierze osiągnął w 1983 roku, gdy zdobył z AEK-iem Puchar Grecji. W 1988 roku, a potem w 1990 roku został wicemistrzem Grecji. Natomiast w 1989 roku po raz pierwszy w karierze wywalczył tytuł mistrza kraju. W latach 1992–1994 trzykrotnie z rzędu AEK z Manolasem w składzie sięgał po tytuł mistrzowski. Z kolei w 1996 i 1997 roku został wicemistrzem oraz zdobywcą krajowego pucharu. Po sezonie 1997/1998 Manolas zdecydował się zakończyć karierę piłkarską. Przez 18 sezonów gry w AEK-u rozegrał 451 meczów i zdobył 34 gole. W tym okresie pełnił też funkcję kapitana zespołu AEK-u.
| Sezon   | Klub      | Kraj   | Rozgrywki     | Mecze | Bramki |
| ------- | --------- | ------ | ------------- | ----- | ------ |
| 1979/80 | AEK Ateny | Grecja | Alpha Ethniki | 3     | 0      |
| 1980/81 | AEK Ateny | Grecja | Alpha Ethniki | 23    | 1      |
| 1981/82 | AEK Ateny | Grecja | Alpha Ethniki | 32    | 0      |
| 1982/83 | AEK Ateny | Grecja | Alpha Ethniki | 29    | 1      |
| 1983/84 | AEK Ateny | Grecja | Alpha Ethniki | 27    | 1      |
| 1984/85 | AEK Ateny | Grecja | Alpha Ethniki | 25    | 0      |
| 1985/86 | AEK Ateny | Grecja | Alpha Ethniki | 20    | 1      |
| 1986/87 | AEK Ateny | Grecja | Alpha Ethniki | 21    | 4      |
| 1987/88 | AEK Ateny | Grecja | Alpha Ethniki | 21    | 4      |
| 1988/89 | AEK Ateny | Grecja | Alpha Ethniki | 24    | 4      |
| 1989/90 | AEK Ateny | Grecja | Alpha Ethniki | 33    | 3      |
| 1990/91 | AEK Ateny | Grecja | Alpha Ethniki | 24    | 4      |
| 1991/92 | AEK Ateny | Grecja | Alpha Ethniki | 31    | 4      |
| 1992/93 | AEK Ateny | Grecja | Alpha Ethniki | 30    | 1      |
| 1993/94 | AEK Ateny | Grecja | Alpha Ethniki | 24    | 2      |
| 1994/95 | AEK Ateny | Grecja | Alpha Ethniki | 23    | 1      |
| 1995/96 | AEK Ateny | Grecja | Alpha Ethniki | 22    | 3      |
| 1996/97 | AEK Ateny | Grecja | Alpha Ethniki | 26    | 0      |
| 1997/98 | AEK Ateny | Grecja | Alpha Ethniki | 13    | 0      |

## Kariera reprezentacyjna
W reprezentacji Grecji Manolas zadebiutował 20 stycznia 1982 w przegranym 2:3 towarzyskim spotkaniu z Portugalią. W 1994 roku został powołany przez selekcjonera Alkietasa Panaguliasa do kadry na Mistrzostwa Świata w USA. Tam wystąpił w jednym spotkaniu, przegranym 0:4 z Argentyną, które było zarazem jego ostatnim w kadrze narodowej. Łącznie rozegrał w niej 71 meczów i strzelił 6 goli.